# Lauttusjärvi
Lauttusjärvi är en sjö i Finland. Den ligger i kommunen Rovaniemi i landskapet Lappland, i den norra delen av landet, 700 km norr om huvudstaden Helsingfors. Lauttusjärvi ligger 190,9 meter över havet. Arean är 74 hektar och strandlinjen är 4,32 kilometer lång. Sjön  ingår i Kemi älvs huvudavrinningsområde.   Den sträcker sig 1,9 kilometer i nord-sydlig riktning, och 1,0 kilometer i öst-västlig riktning.